# سیر اندیشه اقتصادی متفکران مسلمان (کتاب)
سیر اندیشه اقتصادی متفکران مسلمان کتابی است در حوزهٔ تاریخ اندیشه اقتصادی در تمدن اسلامی که به بررسی آرای اقتصادی اندیشمندان مسلمان در دوره‌های مختلف تاریخی می‌پردازد. نویسندهٔ کتاب محمدرضا یوسفی شیخ‌رباط، پژوهش‌گر و استاد دانشگاه مفید است. این کتاب نخستین‌بار در سال ۱۳۹۵ از سوی انتشارات سمت منتشر شده است. این اثر به‌ویژه در برنامه‌های درسی رشته اقتصاد مقطع کارشناسی در دانشگاه‌های ایران مورد استفاده قرار می‌گیرد.

## ساختار و فصل‌ها
کتاب سیر اندیشه اقتصادی متفکران مسلمان با رویکردی تحلیلی، مسیر تاریخی تحول اندیشه اقتصادی در جهان اسلام را دنبال می‌کند. نویسنده در آغاز، فصلی را به مقدمه‌ای نظری اختصاص داده که در آن به چیستی اندیشه اقتصادی، نسبت آن با فقه و فلسفه اسلامی، و روش‌شناسی بررسی آثار گذشتگان می‌پردازد. این بخش زمینهٔ لازم را برای فهم چارچوب فکری کتاب فراهم می‌آورد.‌
در فصل‌های بعدی، کتاب به سراغ منابع اصلی اسلام یعنی قرآن و سنت می‌رود و تلاش می‌کند مبانی و ریشه‌های اندیشه اقتصادی را در این دو منبع اولیه جست‌وجو کند. سپس، اندیشه اقتصادی فقیهان و متکلمان مسلمان در دوران اولیه اسلامی تحلیل می‌شود؛ نویسنده با مرور آثار فقهی و کلامی، در پی این بوده که نشان دهد مسائل اقتصادی از جمله مالکیت، تجارت، ربا، انفاق، عدالت و توزیع درآمد چگونه در مباحث فقهی بازتاب یافته است.
در ادامه، توجه کتاب به فیلسوفان مسلمان معطوف می‌شود. در این بخش، دیدگاه‌های اقتصادی در آثار فیلسوفانی چون فارابی، ابن‌سینا و طوسی بررسی می‌گردد. تمرکز نویسنده بیشتر بر مفاهیمی مانند نظم اجتماعی، عدالت، معیشت و اقتصاد سیاسی در چارچوب فلسفی است. سپس در فصلی دیگر، اندیشه اقتصادی در آثار اندیشمندان سیاسی و دیوان‌سالاران مسلمان مانند ماوردی، نظام‌الملک، ابن‌تیمیه و ابن‌خلدون تحلیل می‌شود. در این فصل، نویسنده نشان می‌دهد که چگونه تجربه عملی حکمرانی و اداره جامعه در کنار مبانی دینی، به شکل‌گیری نوعی اندیشه اقتصادی منسجم کمک کرده است.
در فصل پایانی، کتاب به تحولات اندیشه اقتصادی در دوره‌های متأخر و معاصر می‌پردازد و از کوشش‌های نواندیشان مسلمان برای بازخوانی مفاهیم اقتصادی اسلامی در مواجهه با اندیشه‌های مدرن سخن می‌گوید. نویسنده کتاب تلاش کرده نه‌تنها مروری تاریخی بر اندیشه اقتصادی مسلمانان ارائه می‌دهد، بلکه کوشیده است پیوستگی و گسست‌های این سنت فکری را نیز تحلیل کند.

## نویسنده
محمدرضا یوسفی شیخ‌رباط (متولد ۱۳۴۱) لیسانس اقتصاد نظری از دانشگاه مفید در سال ۱۳۷۲، کارشناسی ارشد «توسعه و برنامه‌ریزی اقتصادی» را در دانشگاه علامه طباطبایی در سال ۱۳۷۶ و مدرک دکترای خود را در رشتهٔ اقتصاد، با گرایش اقتصاد پولی و اقتصاد اسلامی، از دانشگاه مفید در سال ۱۳۹۱ دریافت کرده است. او از سال ۱۴۰۱ به این‌سو در روزنامه شرق، به‌صورت هفتگی یادداشت می‌نویسد.
یوسفی علاوه بر تحصیلات دانشگاهی، از سال ۱۳۵۹ تحصیل دروس حوزوی را با ورود به حوزهٔ علمیه آغاز کرد و سال‌ها در درس خارج فقه و اصول شرکت داشت. او طی سال‌های اخیر، درس خارج فقه اقتصادی را در قم تدریس می‌کند.

## جوایز
کتاب سیر اندیشه اقتصادی متفکران مسلمان در جشنوارهٔ اقتصاد اسلامی سال ۱۳۹۶، به‌عنوان اثر شایستهٔ تقدیر در حوزهٔ اقتصاد اسلامی (مربوط به دورهٔ زمانی ۱۳۹۰ تا ۱۳۹۵) انتخاب شد. همچنین این اثر در بیست‌وپنجمین دورهٔ جایزهٔ کتاب سال جمهوری اسلامی ایران (۱۳۹۷) نیز در زمرهٔ آثار شایستهٔ تقدیر قرار گرفت.

## پاورقی
1. ↑  «سیر اندیشه اقتصادی متفکران مسلمان». سازمان مطالعه و تدوین کتب دانشگاهی در علوم اسلامی و انسانی - سمت. دریافت‌شده در ۲۰۲۵-۰۵-۲۷.
2. ↑  فصل اول مفاهیم و کلیات. صص. ۱۲ تا ۶۲.
3. ↑  اندیشه‌های اقتصادی تا پایان قرن چهارم قمری. صص. ۶۴ تا ۸۱.
4. ↑  اندیشه‌های اقتصادی از قرن هفتم هجری تا دوره معاصر. صص. ۳۵۲ تا ۴۵۳.
5. ↑  سیری در ادبیات معاصر اقتصاد اسلامی. صص. ۴۶۷ تا ۵۰۷.
6. ↑  «محمدرضا یوسفی‌شیخ‌رباط». دانشگاه مفید. دریافت‌شده در ۲۰۲۵-۰۵-۲۷.
7. ↑  «محمدرضا یوسفی شیخ‌رباط». شرق. ۲۰۲۵-۰۵-۲۷. دریافت‌شده در ۲۰۲۵-۰۵-۲۷.
8. ↑  عباسی (۲۰۲۲-۰۱-۱۸). «کرسی های درس خارج/ چقدر در فقه به آسیب شناسی حکومت پرداخته می شود؟/ برخی مطالب طلاب را هم اقناع نمی کند/ برخی به موضوع شناسی مسائل جدید بها نمی دهند؛ استاد محمدرضا یوسفی درگفت وگو با شفقنا». خبرگزاری بین المللی شفقنا. دریافت‌شده در ۲۰۲۵-۰۵-۲۷.
9. ↑  «محمدرضا یوسفی بایگانی». شبکه اجتهاد. دریافت‌شده در ۲۰۲۵-۰۵-۲۷.
10. ↑  «سیر اندیشه اقتصادی متفکران مسلمان». سازمان مطالعه و تدوین کتب دانشگاهی در علوم اسلامی و انسانی - سمت. دریافت‌شده در ۲۰۲۵-۰۵-۲۷.
11. ↑  «برگزیدگان سی و پنجمین دوره جایزه کتاب سال معرفی شدند». ایبنا. ۲۰۱۸-۰۲-۰۷. دریافت‌شده در ۲۰۲۵-۰۵-۲۷.